# 白井京子 (フリーアナウンサー)
白井 京子（しらい きょうこ、1952年9月28日 - ）は、日本のフリーアナウンサー。圭三プロダクション所属。

## 略歴・人物
広島県出身。血液型AB型。
広島女学院大学文学部卒業。大学在学中から、中国放送の番組に出演。結婚後も続けられる仕事をしたいとして、1978年夏に上京、東京に活動拠点を移す。
趣味は俳句、水墨画、歌唱、フラワーアレンジメント。

## 過去に担当した番組
- 演歌のふるさと（テレビ東京系）- 司会
- クイズ世界に挑戦!（毎日放送制作　TBS系列）
- おはようニュースワイド、読売住宅スタジオ（いずれも、日本テレビ）
- お天気ママさん、お天気ネットワーク、あの街この街天気予報（以上、TBS）
- スター千一夜（フジテレビ）
- 健康クイズ（前期テレビ東京、後期フジテレビ）
- スーパーモーニング、クイズおもしろ料理館（いずれも、ハウス食品生CM）
- なうNOWスタジオ、布施明のグッDAY（4番組とも以上、テレビ朝日）
- TVフォーカス、ウィークエンド東京（ほか3番組、以上テレビ東京）
- ノースアメリカン・パノラマ（WOWOW）ほか

## 現在の担当番組
- サブちゃんと歌仲間おはがきコーナー（テレビ東京系ほか）
- お元気ですか、北島三郎です（ラジオ日本）
- 東京ディズニーランドオフィシャルボイス（放送番組ではない）
- 俳句集｢Love Letter｣